# Gregorio Sablan
Gregorio Kilili Camacho Sablan (Saipan, 19 gennaio 1955) è un politico statunitense, delegato delle Isole Marianne Settentrionali alla Camera dei Rappresentanti dal 2009 al 2025.

## Biografia
Nato a Saipan, di etnia chamorro, Sablan studiò all'Università delle Hawaii e successivamente fu collaboratore del senatore Daniel Inouye e membro della legislatura statale delle Isole Marianne Settentrionali.
Nel 2008 venne eletto all'interno della Camera dei Rappresentanti come delegato non votante, in rappresentanza delle Isole Marianne. Da allora venne sempre riconfermato nelle successive tornate.
Partiticamente Sablan era un indipendente affiliato al Partito Democratico dal 2022.